# Roch Ochman
Roch Ochman (ur. 17 września 1838, zm. 18 września 1933) – podporucznik, weteran powstania styczniowego. 

## Życiorys
W 1927 roku był najstarszym żyjącym weteranem powstania w Pabianicach. W 1930 roku został odznaczony Krzyżem Niepodległości z Mieczami. Zmarł w 1933 roku w Pabianicach. Przed śmiercią przekazał pabianickiemu hufcowi harcerskiemu, będący w jego posiadaniu sztandar powstańczy. Został pochowany na Starym Cmentarzu Katolickim w Pabianicach.